# Lasia splendens
Lasia splendens är en tvåvingeart som beskrevs av Christian Rudolph Wilhelm Wiedemann 1824. Lasia splendens ingår i släktet Lasia och familjen kulflugor. Inga underarter finns listade i Catalogue of Life.